# Dique Los Molinos

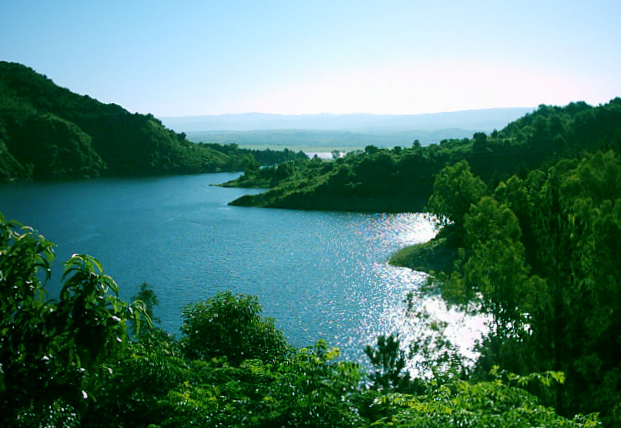
Lago Los Molinos en verano.

El Dique Los Molinos (eslabón fundamental del Complejo Hidroeléctrico Los Molinos), es una represa que forma el segundo embalse de agua más grande de la provincia de Córdoba, Argentina, después del Embalse Rio III, y es el octavo dique construido en la provincia, en términos cronológicos. Está ubicado en el centro oeste de dicha provincia, en el sector sur del Departamento Santa María, pedanía Potrero de Garay, en el Valle de Paravachasca. Se encuentra a 769 m s. n. m., y cercano a las localidades de Los Molinos, Alta Gracia, Villa General Belgrano, Los Reartes, siendo Potrero de Garay, Villa Ciudad de América, Los Espinillos y La Merced, los asentamientos que se recuestan sobre sus márgenes.

## Complejo
El complejo está conformado por dos represas consecutivas: Los Molinos y Compensador La Quintana, más dos centrales hidroeléctricas: Los Molinos I y Los Molinos II, además de sus respectivas construcciones anexas como chimeneas de equilibrio, tuberías para transporte del agua a presión, estaciones de transformación, etc.
Todo el complejo genera 56 MW de potencia. Esto lo posiciona en segundo lugar como productor de hidroelectricidad en la provincia. La energía producida en las turbinas, es elevada a 138 Kv en los transformadores, y mediante una red de alta tensión, se suma a la energía generada por las centrales Reolín y La Viña, para su distribución a través del Sistema Interconectado de la Región Central de Argentina (CEM) (ver Energía en Argentina). 

### Represa Los Molinos
El dique es una estructura de hormigón de tipo arco-gravedad, de 60 m de altura desde sus cimientos y 240 m de largo de coronación.
Su construcción se inició en 1949 y su inauguración fue en octubre de 1953 (las obras del dique concluyeron en 1951. El objetivo básico de la misma es regular el caudal del río y producir electricidad.

### Compensador La Quintana
Fue construido en 1954, luego de ponerse en funcionamiento el dique principal.
Posee menores dimensiones, tomando el nombre de la localidad cercana que existe: José de la Quintana
Es un dique de hormigón, de gravedad, de 33 m de alto por 305 m de largo. Su uso es regulador y productor de electricidad.
Aguas abajo de esta represa, y sobre la margen norte del río, se encuentra una derivación hacia un canal que sirve como conductor de agua hacia la ciudad de Córdoba, alimentando una planta de potabilización en la zona sur de la ciudad, que provee de agua potable a toda el área que se ubica sobre la margen derecha del arroyo La Cañada y al sur del río Suquía.

### Central Los Molinos l
Fue construida en 1957, abasteciendo el dique de José de la Quintana.
Posee cuatro turbinas Francis que generan una potencia de 13 MW cada una.

### Central Los Molinos II
Fue construida en 1958, aprovechando un pequeño salto, generado por el dique José de la Quintana.
Posee una turbina Kaplan que genera 4 MW.

### Chimeneas de Equilibrio I y II
Son dos estructuras cilíndricas de hormigón, de 95 y 55 m de altura respectivamente, que sirven de protección para turbinas y cañerías del conocido efecto de golpe de ariete, generado por la sobrepresión.

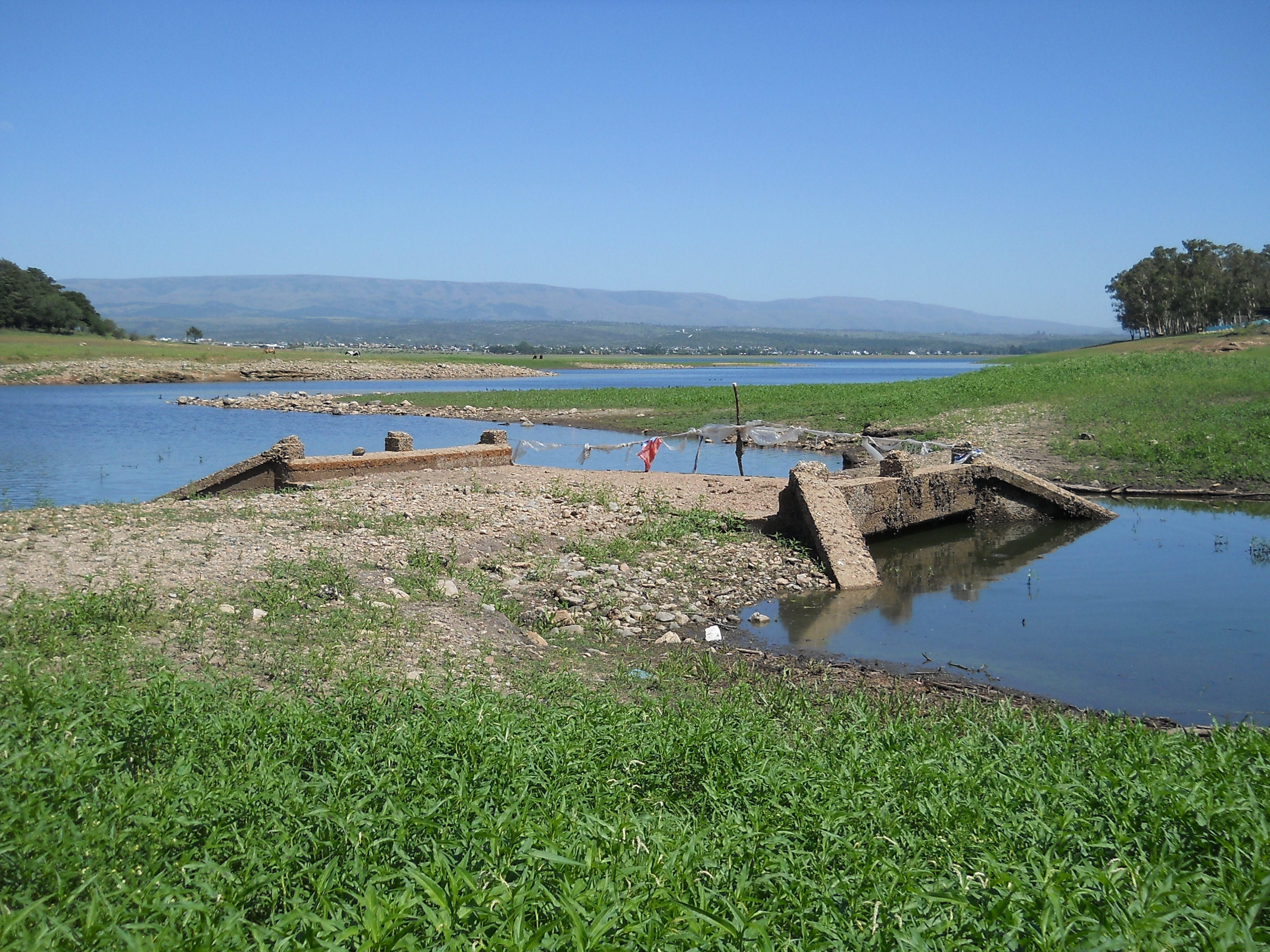
Cuando el nivel del lago desciende lo suficiente, aparecen las viejas estructuras que demarcan el trazado de la vieja ruta que quedó bajo las aguas cuando se construyó el dique

## Embalse y Recreo
El embalse de 24,5 km², y nombre homónimo, almacena 307 hm³ de agua, que proviene de una cuenca hidrográfica de 980 km² (cuya precipitación media es de 750 mm), y tiene una profundidad máxima de 57 m.
Está rodeado por tres rutas: por la margen norte, la ruta provincial S-495, al este, la ruta provincial N.º 5, y por la margen oeste, la ruta provincial S-271.
El espejo de agua formado, es utilizado tanto para la práctica de deportes acuáticos, como para la pesca del pejerrey y otras especies locales.
El lago Los Molinos es el punto más bajo de una cuenca conformada por montañas y bosques de coníferas que se encuentran, mayoritariamente en la Sierra de Comechingones. Lo alimentan, principalmente, las aguas procedentes de 4 grandes ríos que nacen en esta sierra y en la Pampa de Achala, que afluyen por el oeste del lago y los cuales se denominan (de norte a sur): San Pedro, Espinillos (que recibe las aguas del río Yatán tras salir de la Quebrada del Yatán), del Medio y Los Reartes. La efluencia del lago se hace por el río los Molinos, que discurre hasta unirse al río Anisacate, tras atravesar por un pequeño valle, la baja sierra llamada Cumbres de los Hinojos, ubicada en la parte sur de las Sierras Chicas e inmediatamente al este del lago. Tanto este río como el Anisacate, son los principales afluentes del río Segundo o Xanaes, que tributa a la laguna de Mar Chiquita o Ansenuza.
En el perímetro del lago podemos encontrar algunas pequeñas localidades. En el noroeste se ubica la comuna de Potrero de Garay y Villa Ciudad de América, en la costa occidental del lago encontramos Villa Ciudad Parque que abarca Villa La Merced y en el extremo sur el caserío Solar de los Molinos además del Puesto Muchita, casi conurbados con la población de Los Reartes.

### Pulmón Verde Costa Los Molinos
El pulmón verde Costa Los Molinos es uno de los 8 pulmones verdes gestionados por el Ministerio de Ambiente y Economía Circular de la provincia de Córdoba.
Está ubicado en la costa del lago, en la zona conocida como Tres Bahías. Tiene una extensión de 20 hectáreas y protege flora y fauna autóctona del valle de Calamuchita, incluyendo el carpintero negro, amenazado en la provincia.Funciona además como corredor biológico.
Fue inaugurado el 28 de octubre de 2024.El programa Pulmones Verdes del Ministerio de Ambiente y Economía Circular de la provincia de Córdoba fue creado el 16 de abril de 2024 por resolución 68/2024.

## Contaminación yeutrofización
Al igual que la mayoría de las superficies lacustres con alto índice de población en su perilago (ya sea en forma legal o ilegal), y con gran afluencia turística, el embalse generado por el Dique Los Molinos, sufre de un alto nivel de contaminación: (eutrofización). Si bien este proceso no supera el alcanzado por su vecino, el Dique San Roque, no dista de alcanzarlo y superarlo en poco tiempo si no se toman medidas de control. Los sucesivos incendios en su cuenca, las posteriores y copiosas precipitaciones que provocan el deslave de grandes cantidades de material orgánico que es depositado en el fondo del lago y la urbanización de sus márgenes, en forma descontrolada, están provocando un acelerado proceso de degradación debido al incremento de algunos elementos como el N con una drástica caída en las concentraciones de P y O, favoreciendo el desarrollo de algas azulverdosas. 
Diferente es la situación de la represa y embalse Compensador La Quintana. Tal vez la relativa dificultad para acceder a este embalse, hace que, por desconocimiento de la región, la actividad turística sea muy escasa, por consiguiente la infraestructura turística en sus márgenes es inexistente, sin embargo, esto hace que su estado sanitario sea muy bueno. Allí se pueden practicar la pesca y actividades náuticas que no impliquen el uso de embarcaciones a motor.